# Anarnatula
Anarnatula é um gênero de mariposa pertencente à família Crambidae.